# Антим Грипарис
Антим (на гръцки: Άνθιμος, Антимос) е гръцки духовник, епископ на Вселенската патриаршия.

## Биография
Роден е със светската фамилия Грипарис (Γρυπάρης) на Сифнос. Брат е на митрополит Хрисант Силиврийски. Около 1820 година е ръкоположен за титулярен ресавски епископ. Вероятно е викарен епископ на митрополит Агатангел Белградски (1815 - 1825).
През октомври 1826 година заема епископската катедра в Правища. Управлява епархията дълги години до смъртта си на 28 март 1863 година в Драма или в Правища по време на шествието през Страстната седмица.